# Kyperský cestovní pas

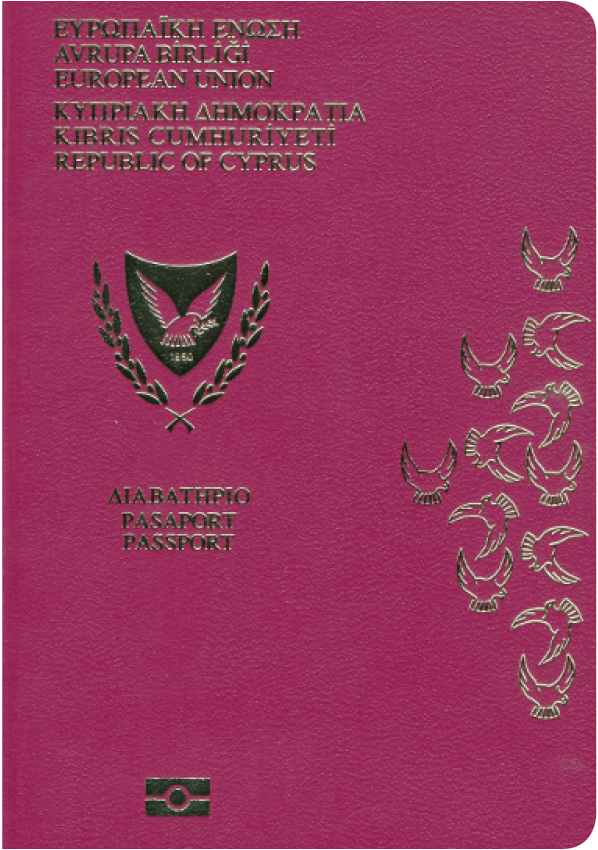
Kyperský cestovní pas

Kyperský cestovní pas je vydávaný Kypřanům a osobám kyperského občanství za účelem mezinárodního cestování. Každý kyperský občan je zároveň občanem Evropské unie. Kyperský cestovní pas spolu s kyperským průkazem totožnosti umožňuje volný pohyb a pobyt v kterémkoli ze států EU a EHP a také ve Švýcarsku. 
Podle indexu vízových omezení z května 2018 mohou kyperští občané navštívit 171 zemí bez víza nebo s vízem při příjezdu, což řadí kyperský pas na 14. místo na světě. Kyperští občané mohou žít a pracovat v jakékoli zemi v rámci EU v důsledku práva volného pohybu a pobytu stanoveného v článku 21 Smlouvy o EU.

## Vízové požadavky

Vízové požadavky kyperských občanů
Kypr
Svoboda pohybu
Vízum není nutné
Vízum udělována při příjezdu
eVisa
Vízum dostupné při příjezdu i online
Vízum nutné předem